# Capitolio del Estado de Virginia Occidental
El Capitolio del Estado de Virginia Occidental (en inglés West Virginia State Capitol) es la sede del gobierno del estado de Virginia Occidental (Estados Unidos). Alberga la Legislatura Estatal y la oficina del gobernador. Ubicado en la capital estatal Charleston, el edificio se inauguró en 1932. Junto con la Mansión Ejecutiva, es parte del Complejo del Capitolio, un distrito histórico que figura en el Registro Nacional de Lugares Históricos. Mide 89 metros y es el edificio más alto del estado.

## Historia
Antes de la Guerra de Secesión, los condados que finalmente formarían West Virginia eran parte del estado de Virginia; la capital del estado estaba en Richmond. Cuando en 1861 Virginia entró en sedición y declaró su independencia de la Unión, los condados del noroeste iniciaron el proceso que finalmente crearía el estado de Virginia Occidental el 20 de junio de 1863.
No fue fácil establecer una capital estatal. Durante varios años, la capital de Virginia Occidental se movió de un lado a otro entre Wheeling y Charleston. Otras ubicaciones, incluidas Martinsburg y Clarksburg, se ofrecieron como alternativas. Esto terminó cuando los ciudadanos del estado eligieron en elecciones a Charleston, el 7 de agosto de 1877.

## Capitolios anteriores

### Wheeling, 1863
Cuando el estado se separó de Virginia y de la Confederación a principios de 1861, antes de su admisión oficial a la Unión, Wheeling era la capital de facto del nuevo estado, entonces conocido como el "Gobierno reorganizado de Virginia".

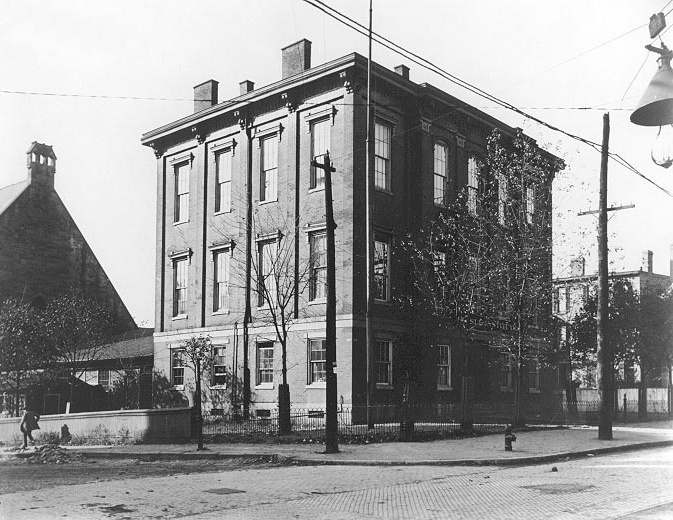
Linsly School fue el primer edificio del capitolio de West Virginia, ubicado en Wheeling y en uso desde 1863 hasta 1870

Desde el inicio oficial del estado en 1863 (es decir, la fecha de su admisión a la Unión), la legislatura se reunió en el edificio del Instituto Militar Linsly, en Eoff Street en Wheeling. El gobierno pronto superó este edificio, que había sido construido en 1859. En 1865, la legislatura votó a favor de trasladarse a Charleston, que sería la capital permanente. La legislatura permaneció en Wheeling hasta 1870, cuando se completó el nuevo edificio.

### Charleston, 1870
En 1869, comenzó la construcción de un nuevo edificio en Capitol Street en el centro de Charleston. El nuevo edificio fue diseñado por Leroy S. Buffington de Anderson & Hannaford, Cincinnati. El nuevo edificio era arquitectónicamente ecléctico, combinando elementos del barroco francés , Segundo Imperio y estilos gótico victoriano alto. La legislatura se reunió en el edificio hasta 1875, cuando la ciudad de Wheeling ofreció construir un nuevo edificio del capitolio si la legislatura aceptaba regresar a la ciudad. Esta elección fue impulsada por la mayor accesibilidad de Wheeling ya que Charleston no tenía acceso ferroviario.

### Wheeling, 1875
La legislatura se transfirió de nuevo a Wheeling en 1875 y se reunió en el Linsly Building hasta que se completó el nuevo en 1876. Este edificio, de Joseph S. Fairfax, era un edificio muy grande de estilo Segundo Imperio. Al año siguiente, se llevó a cabo una elección en todo el estado para determinar un capitolio permanente. Debido al sentimiento anti-Wheeling, la ciudad ni siquiera fue incluida entre las candidatas. Charleston fue seleccionada y, en el otoño de 1877, se emitió una proclamación de que, después de 1885, esa ciudad sería la capital permanente del estado.
Después de que el edificio de Charleston se completó en 1885, el Wheeling fue remodelado por el arquitecto Charles P. Hamilton para cumplir las funciones duales de ayuntamiento y palacio de justicia del condado. Sobrevivió hasta 1959, cuando se levantó un nuevo edificio en el mismo sitio.

### Charleston, 1885

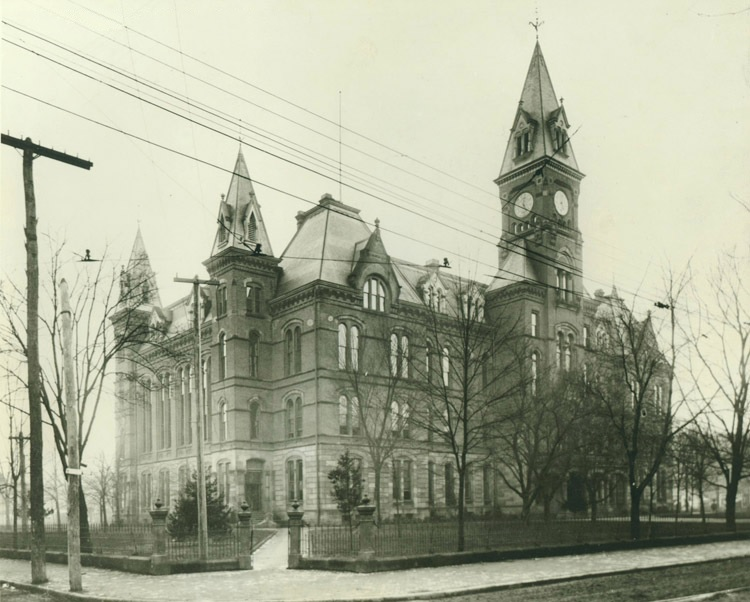
Segundo edificio del capitolio de Charleston, en uso desde 1885 hasta 1921; se quemó hasta los cimientos en 1921

La construcción del segundo capitolio de Charleston comenzó en 1880, según los planos del arquitecto de Pittsburgh Andrew Peebles, con la supervisión de C. C. Kemble de Wheeling, y luego de Charleston. El edificio de 1870 fue destruido casi por completo para el nuevo edificio. Kemble fue relevado de sus funciones en 1884 y Stanton M. Howard de Wheeling completó el edificio en 1885. A diferencia de su predecesor, se trataba de un edificio gótico victoriano informal y pintoresco. Un incendio en 1921 dejó solo las paredes exteriores en pie. Las ruinas fueron demolidas rápidamente.

### Charleston, 1921
El estado construyó apresuradamente un nuevo edificio temporal de madera en 1921, apodado en burla "Capitolio de cartón". Fue construido en Washington Street cerca del sitio antiguo, con la expectativa de que el nuevo edificio se construyera en el sitio antiguo. Sin embargo, se eligió un sitio junto al río en el extremo este de la ciudad y el sitio del centro se vendió. Se desarrolló rápidamente. El capitolio temporal fue completamente destruido en un incendio de 1927.

## Capitolio actual

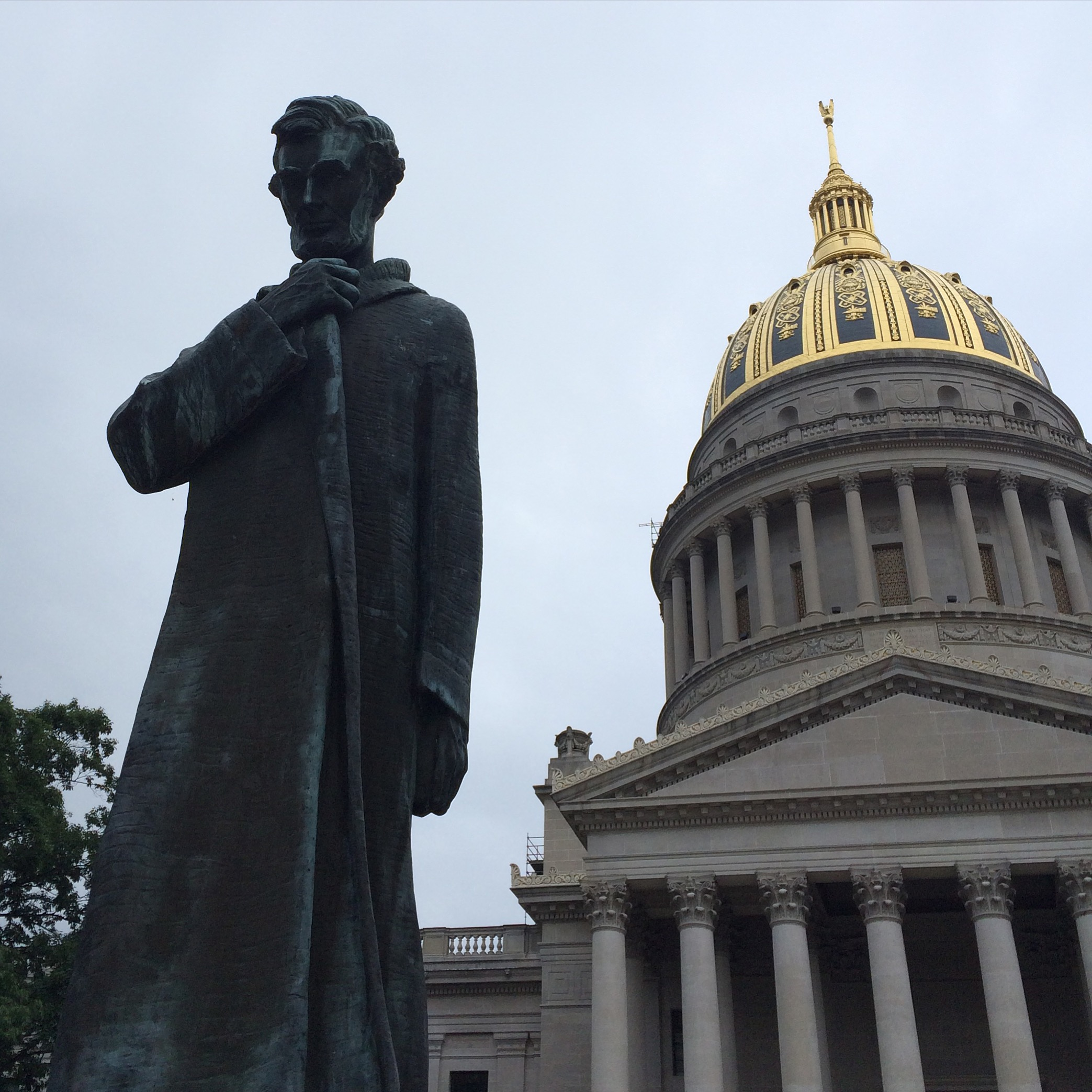
Estatua de Abraham Lincoln

Una Comisión del Edificio del Capitolio, creada por la Legislatura en 1921, autorizó la construcción del actual capitolio. El arquitecto Cass Gilbert diseñó la estructura de piedra caliza pulida que iba a tener un costo final de poco menos de 10 millones de dólares. La construcción comenzó en 1924, la piedra angular se colocó el 5 de noviembre de 1930 y, después de que se completaron las tres etapas de construcción, el gobernador William G. Conley inauguró el capitolio el 20 de junio de 1932.
A Gilbert le gustó tanto su diseño del interior de la cámara de West Virginia que reutilizó parte del diseño para la Corte Suprema de los Estados Unidos. La sala de la Corte Suprema de los Estados Unidos es una versión más grande de la que se encuentra en el ala este del Capitolio de Virginia Occidental.

## Descripción de la plaza del Capitolio

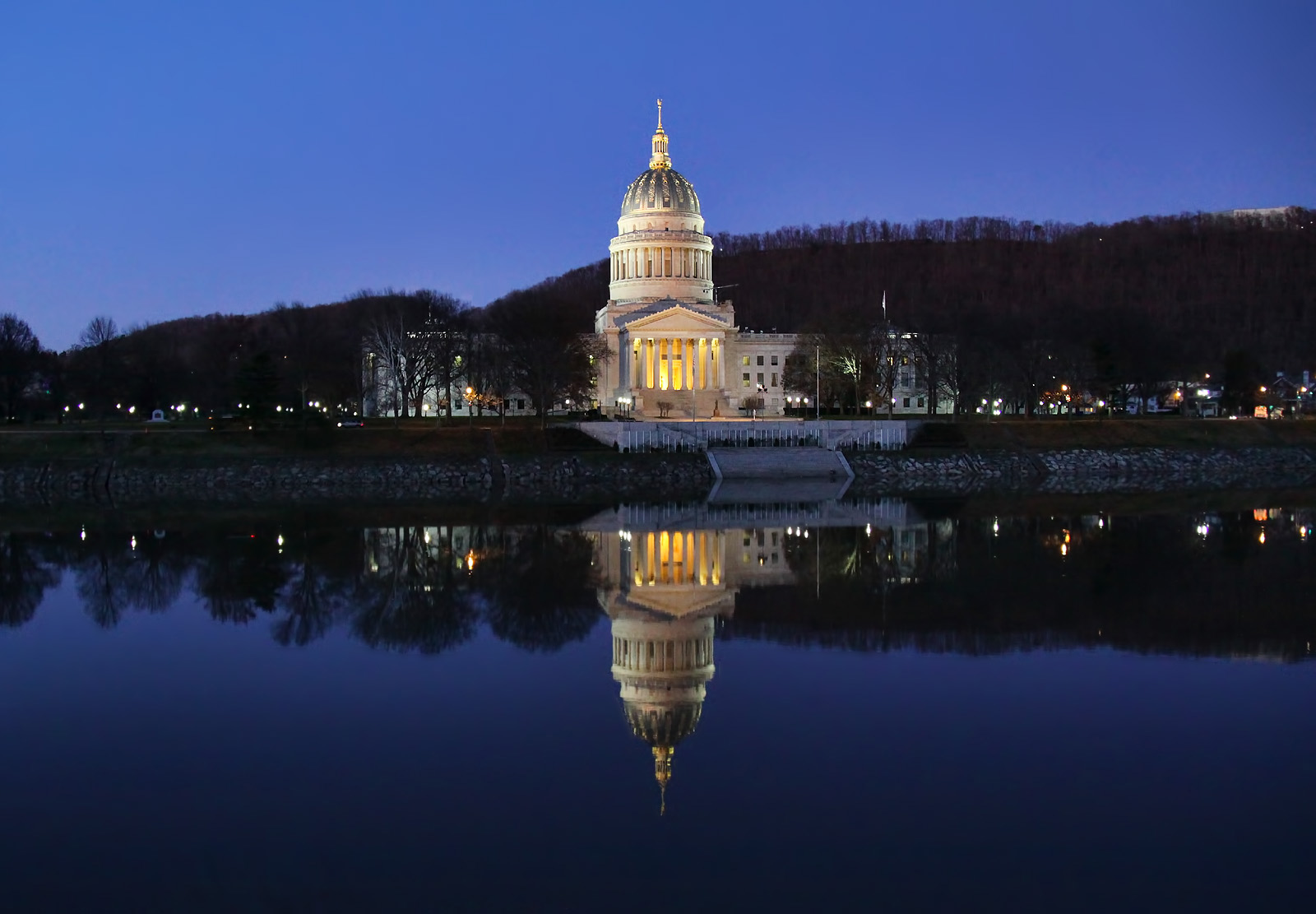
El Capitolio del otro lado del río Kanawha

El frente del edificio da al río Kanawha, y toda la plaza del capitolio está bordeada por Kanawha Boulevard East (también conocida como US Route 60 y Midland Trail), Greenbrier Street (también parte de la Route 60 y West Virginia Route 114, donde este último termina), California Avenue y Piedmont Road. Anteriormente, Washington Street pasaba por la plaza, pero estaba cerrada para el uso de los peatones. Junto al capitolio principal, hay dos alas que se encuentran perpendiculares a los extremos este y oeste del edificio, formando un cuadrilátero abierto centrado en una fuente, una de las tres en la plaza. Las dos alas están conectadas por calzadas bajas en el nivel del sótano. La mansión del gobernador y los edificios que albergan un centro cultural, así como varios departamentos estatales y un estacionamiento, todos ocupan el área de la plaza, con varios otros departamentos estatales al este de California Avenue.
Los terrenos incluyen varias estatuas, entre ellas una del presidente Abraham Lincoln en la plaza delantera y otra del confederado Stonewall Jackson, un nativo del estado, cerca de la esquina sureste de la plaza. La estatua de Lincoln, conocida como Abraham Lincoln Walks at Midnight por Fred Torrey, representa al presidente, que estaba en el cargo en el momento de la incorporación del estado, caminando a la medianoche, con la cabeza inclinada, vistiendo una túnica sobre su ropa; está ubicada frente a la entrada principal del edificio, frente al río. 
También hay dos fuentes grandes en el terreno, en el cuadrilátero justo detrás de la entrada trasera del edificio principal y una al noroeste, entre el centro cultural y el edificio de la División de Vehículos Motorizados, justo al este de la entrada de la plaza Washington Street. También en el complejo se encuentran la histórica Holly Grove Mansion y la Mansión del gobernador.
Al otro lado del complejo del Capitolio, entre Kanawha Boulevard East y el río Kanawha, se encuentra una plaza alrededor del Zero Mile Marker desde donde se midieron todas las distancias de las carreteras en West Virginia. La plaza también incluye mástiles con la bandera estadounidense y la bandera de Virginia Occidental, así como escaleras hasta las orillas del río.

## Galería

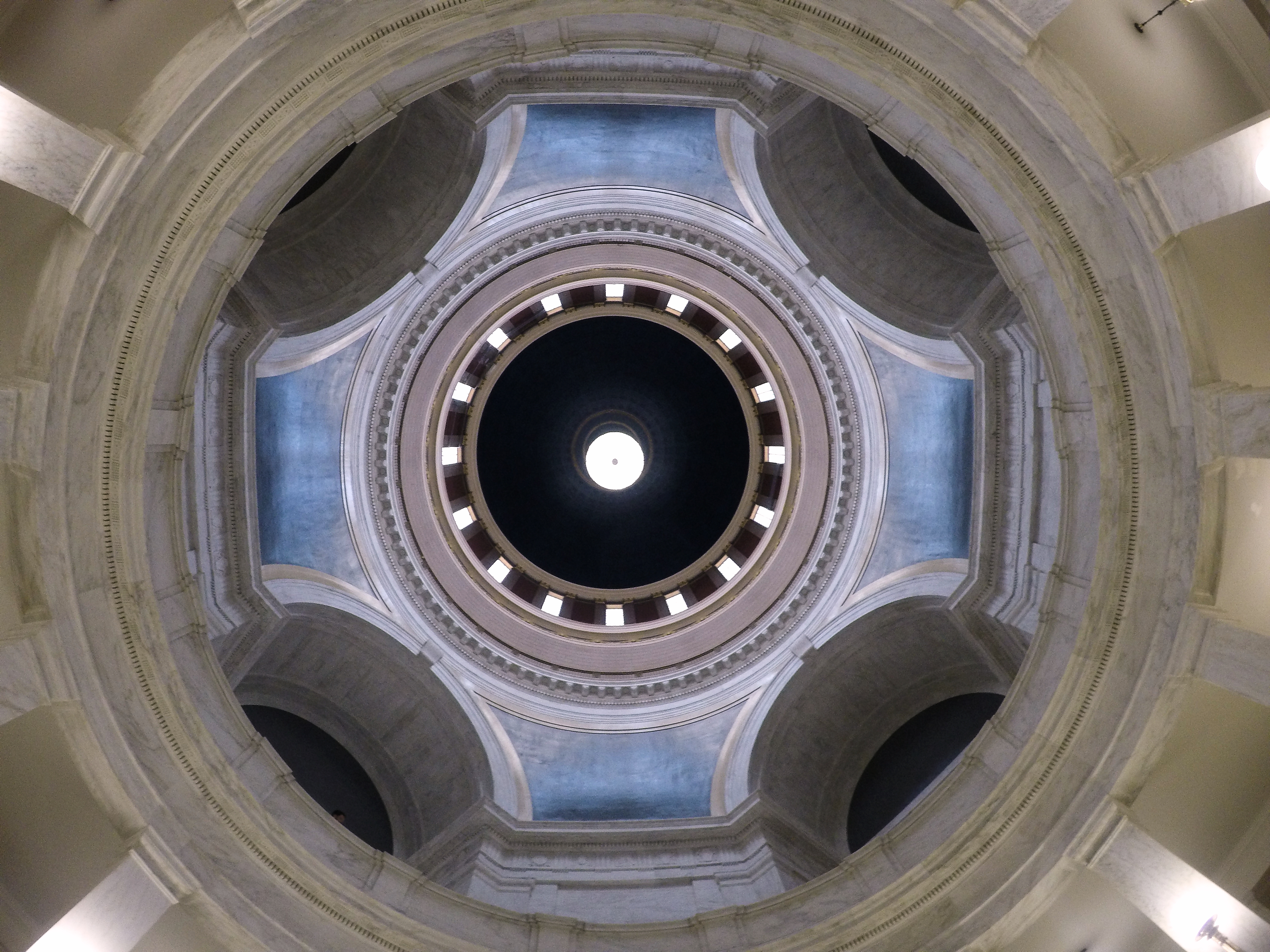
Vista interior de la cúpula
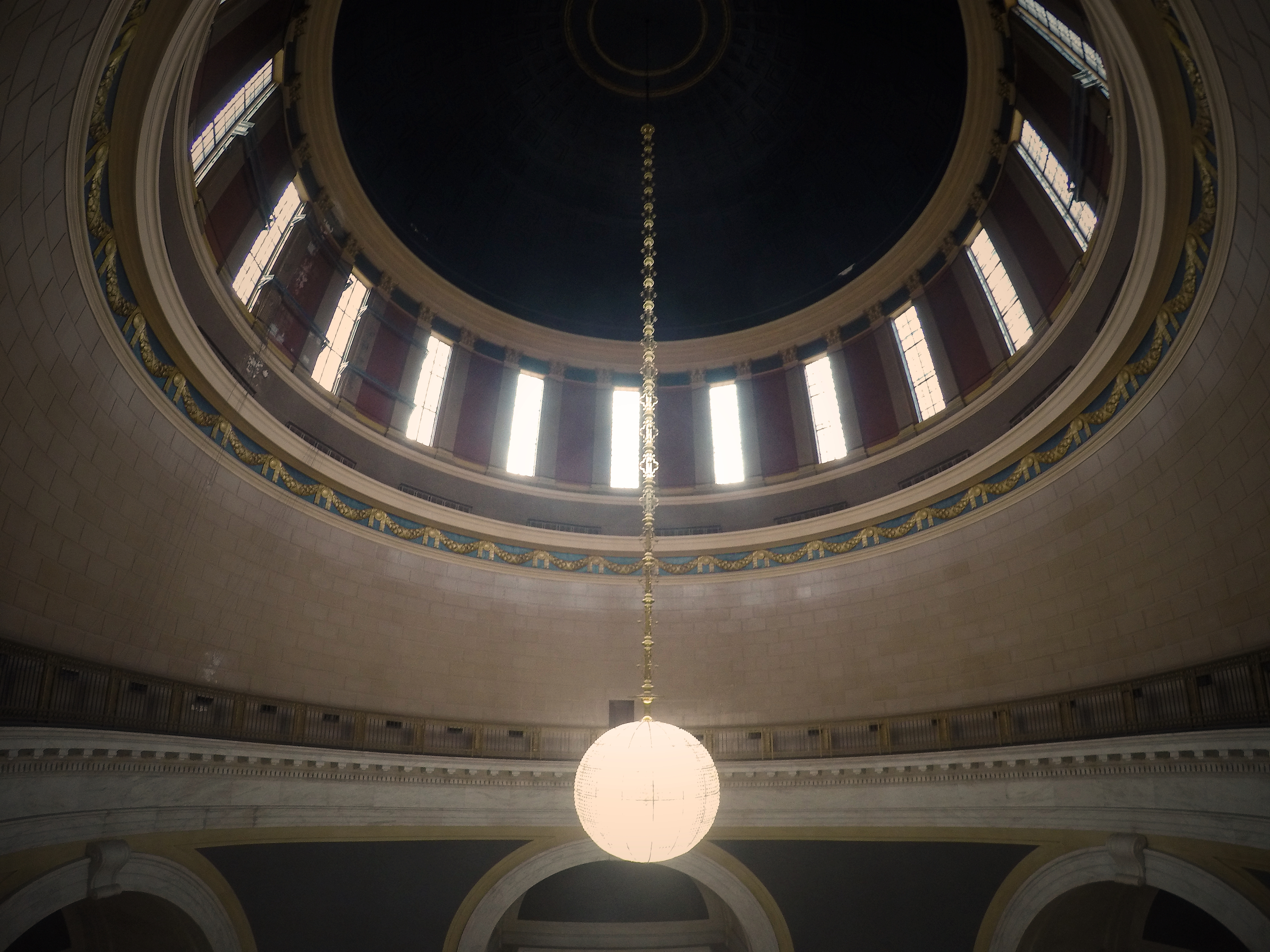
Motivo de guirnaldas en la base de la cúpula con candelabro
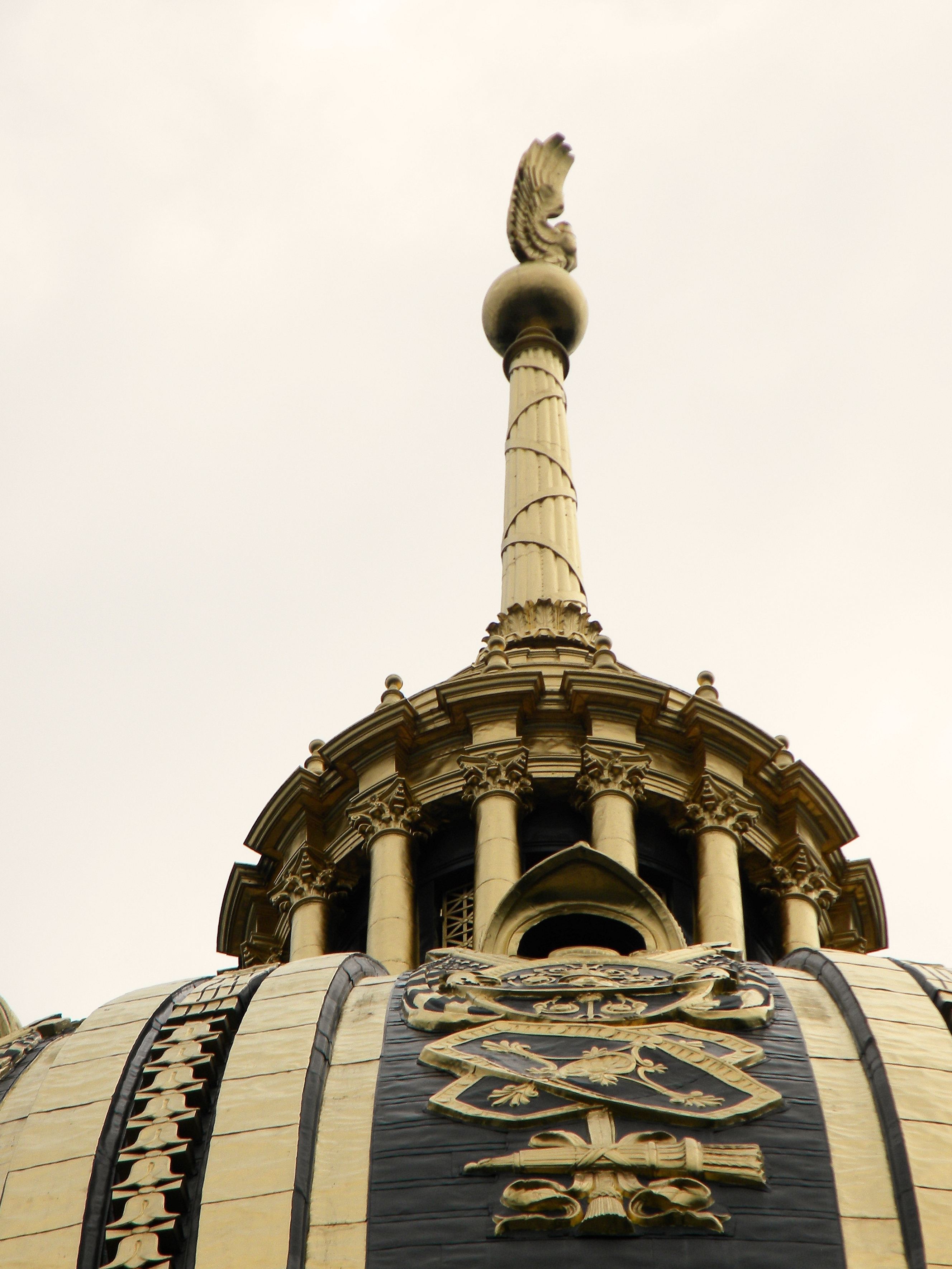
Detalle de la cúpula del Capitolio en Charleston
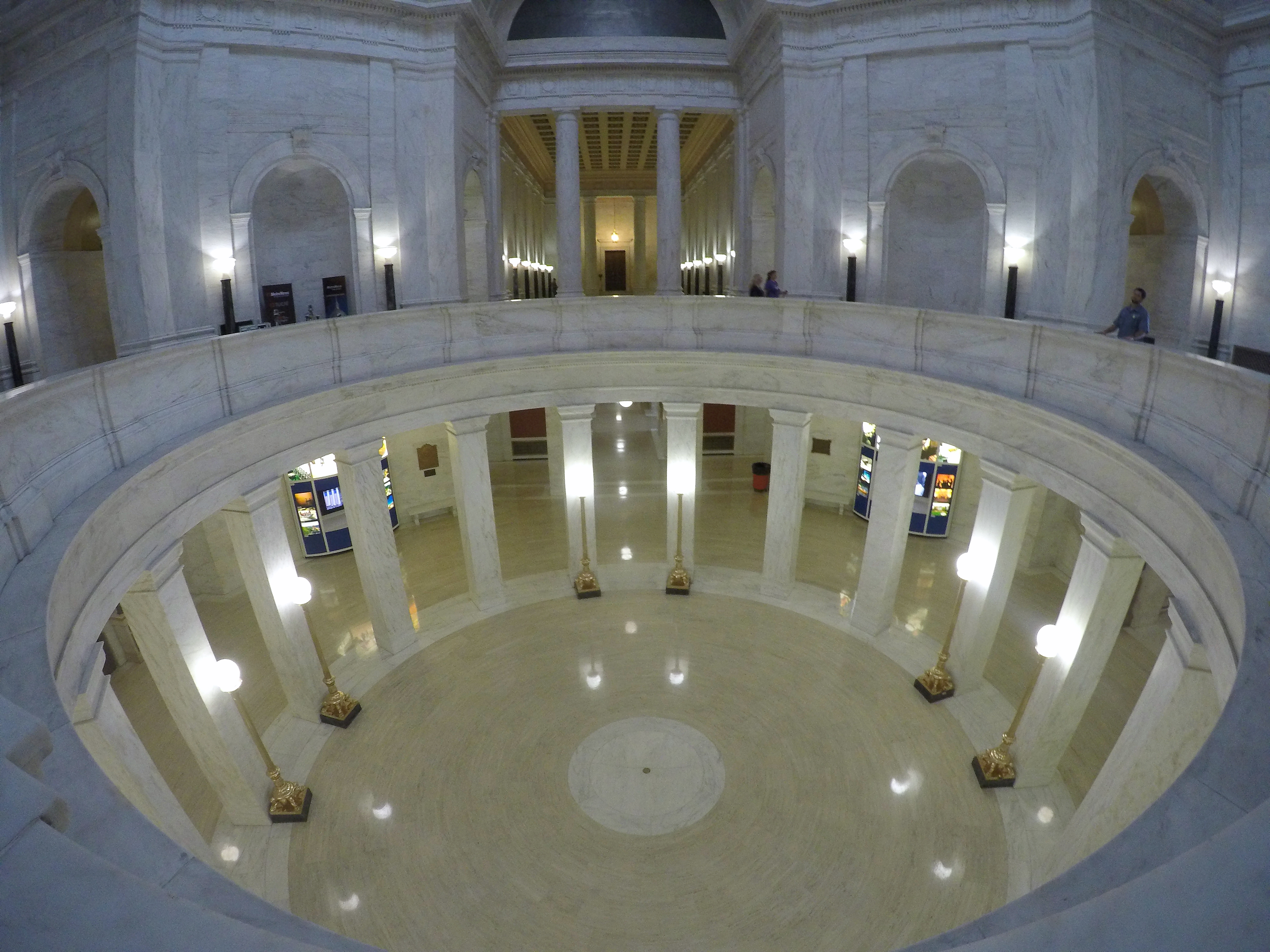
Interior del Capitolio
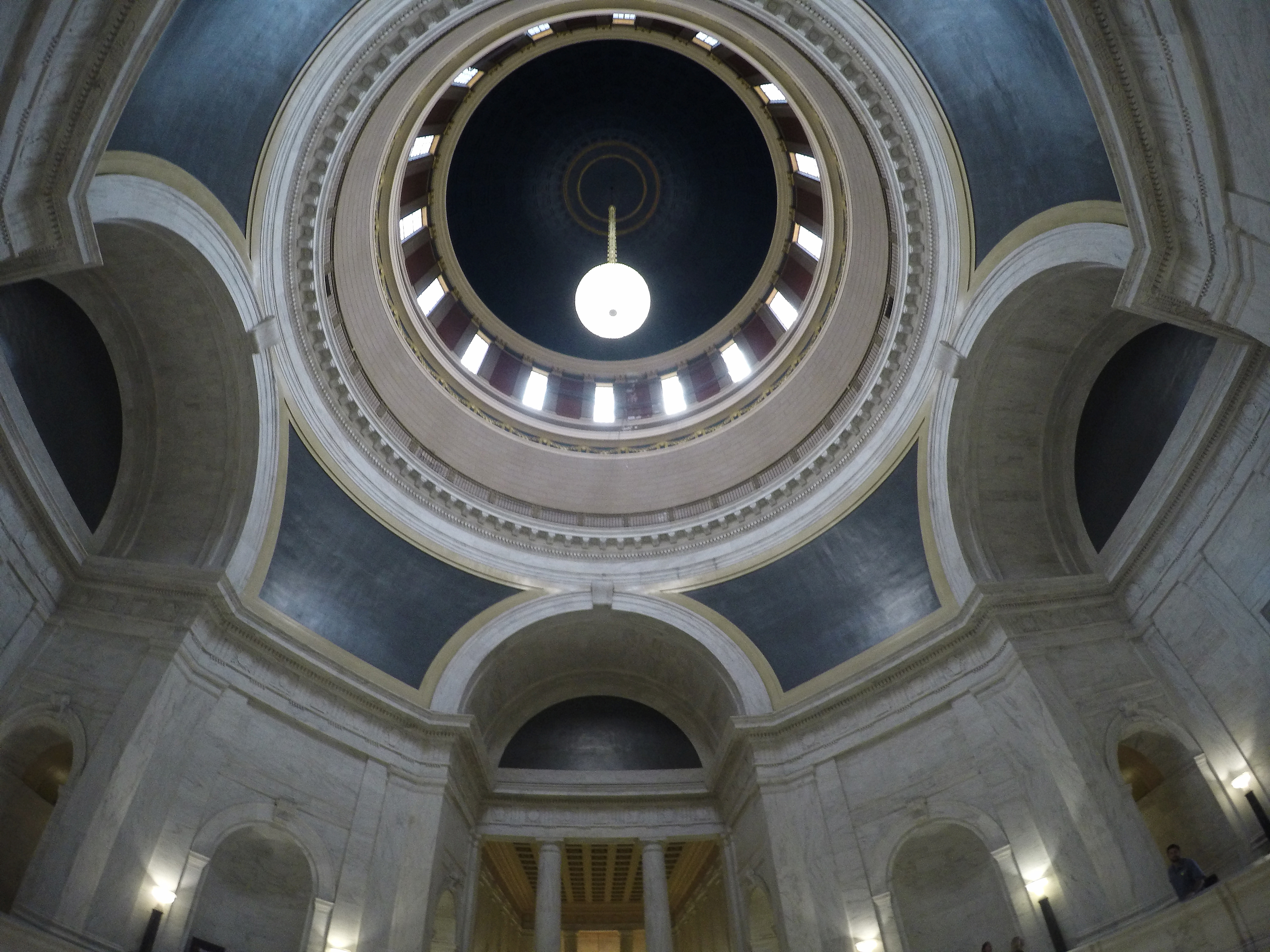
Arquitectura de la cúpula del Capitolio
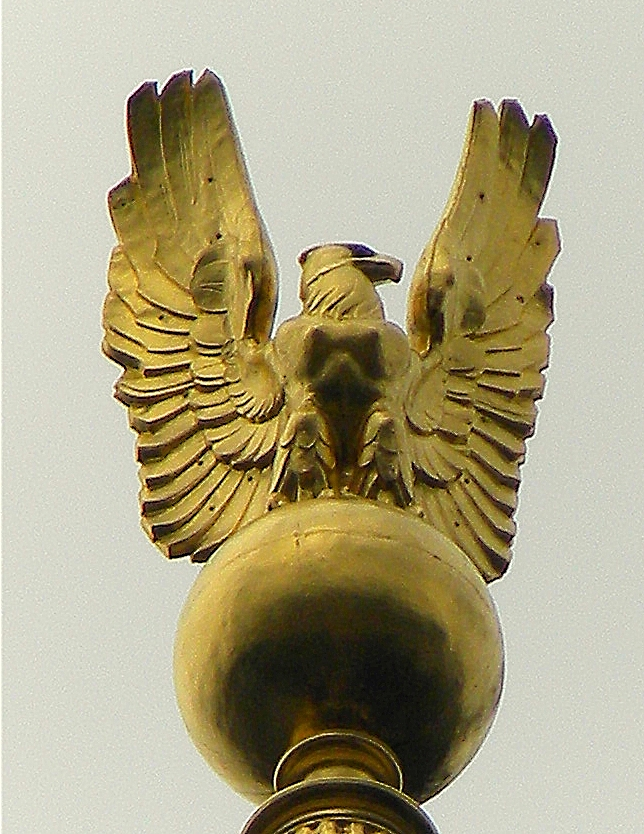
Águila en la cúpula del Capitolio
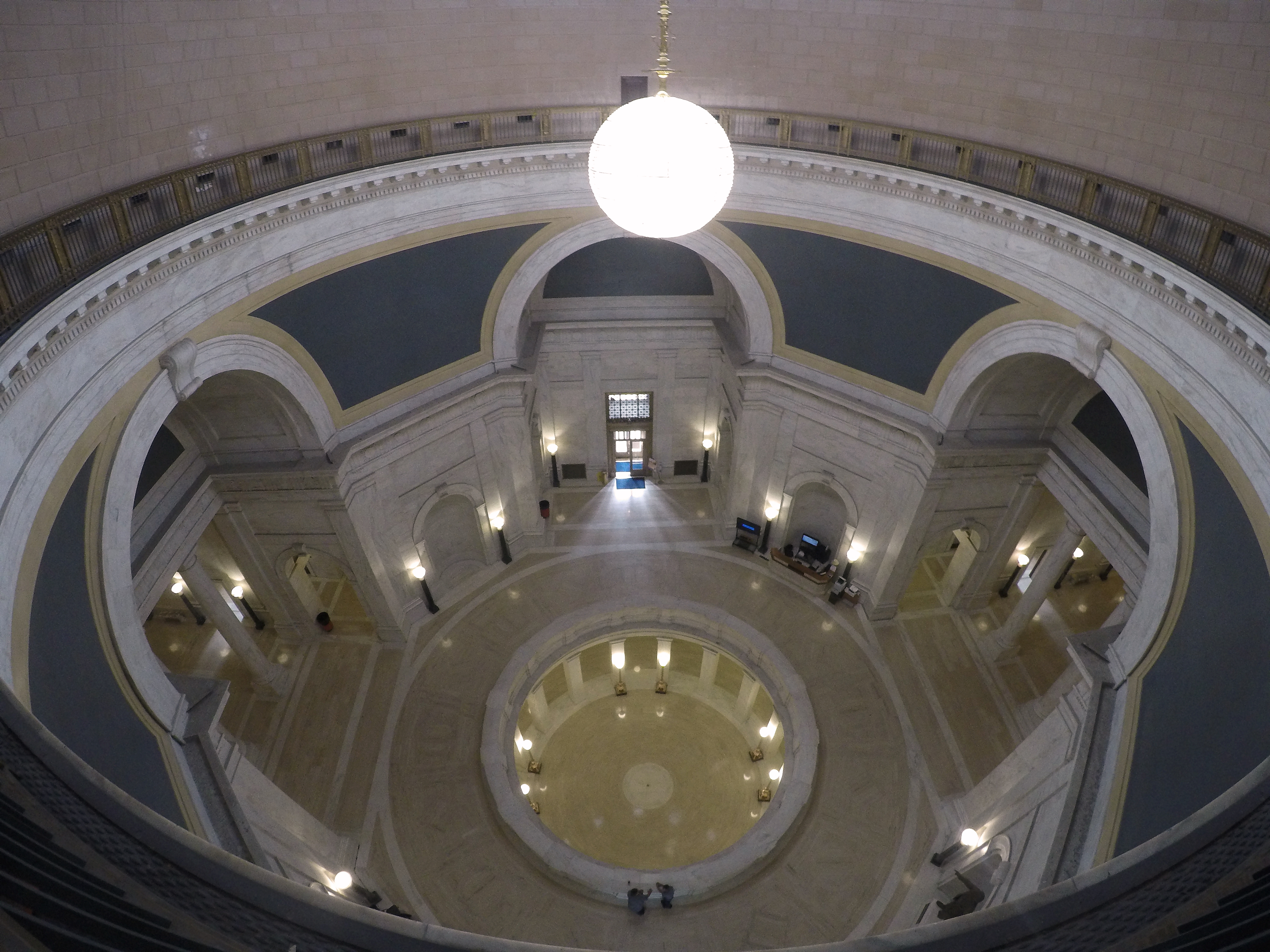
Vista alta del pozo de la rotonda del Capitolio
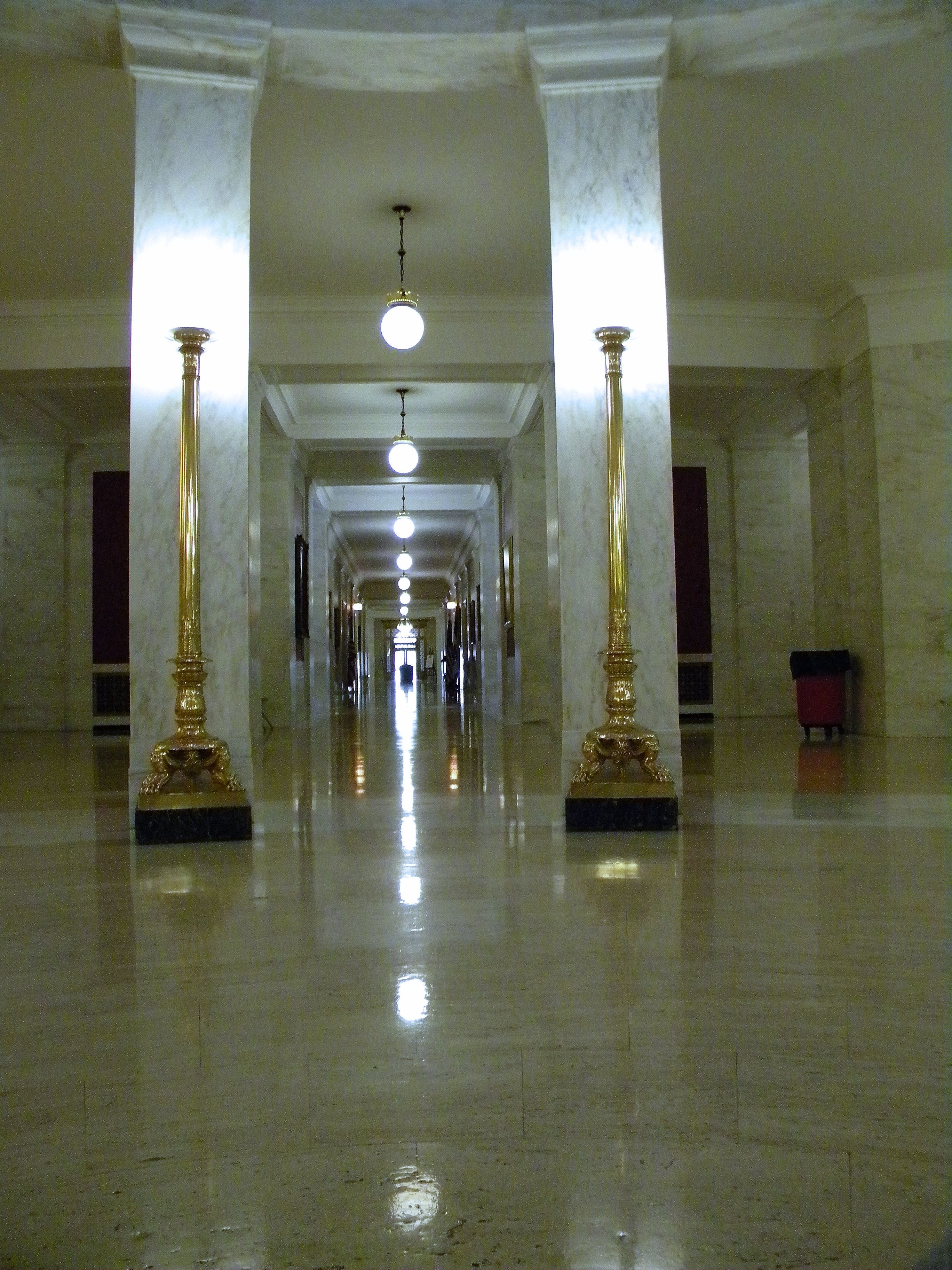
Rotonda del Capitolio
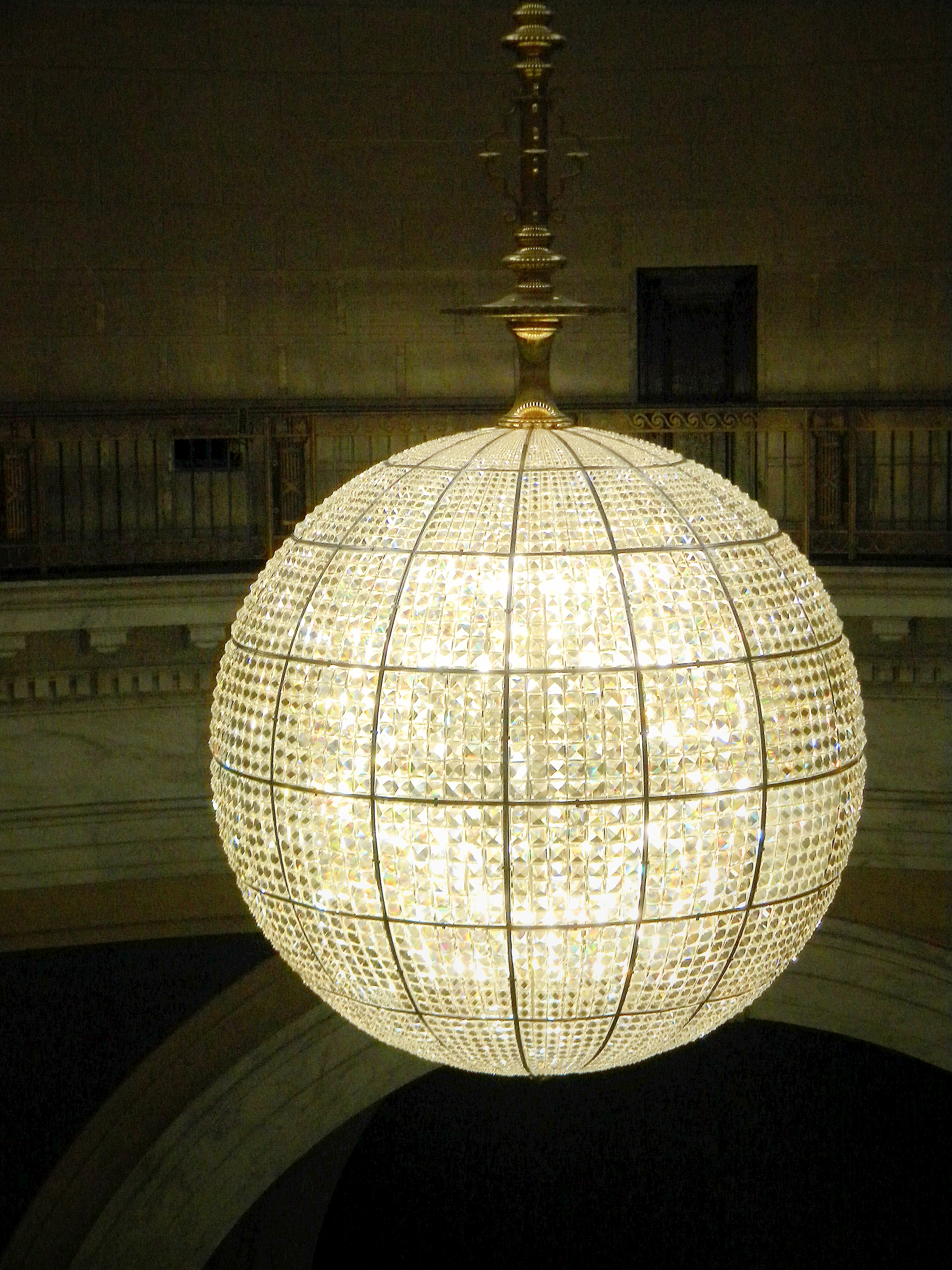
Araña de cúpula del capitolio
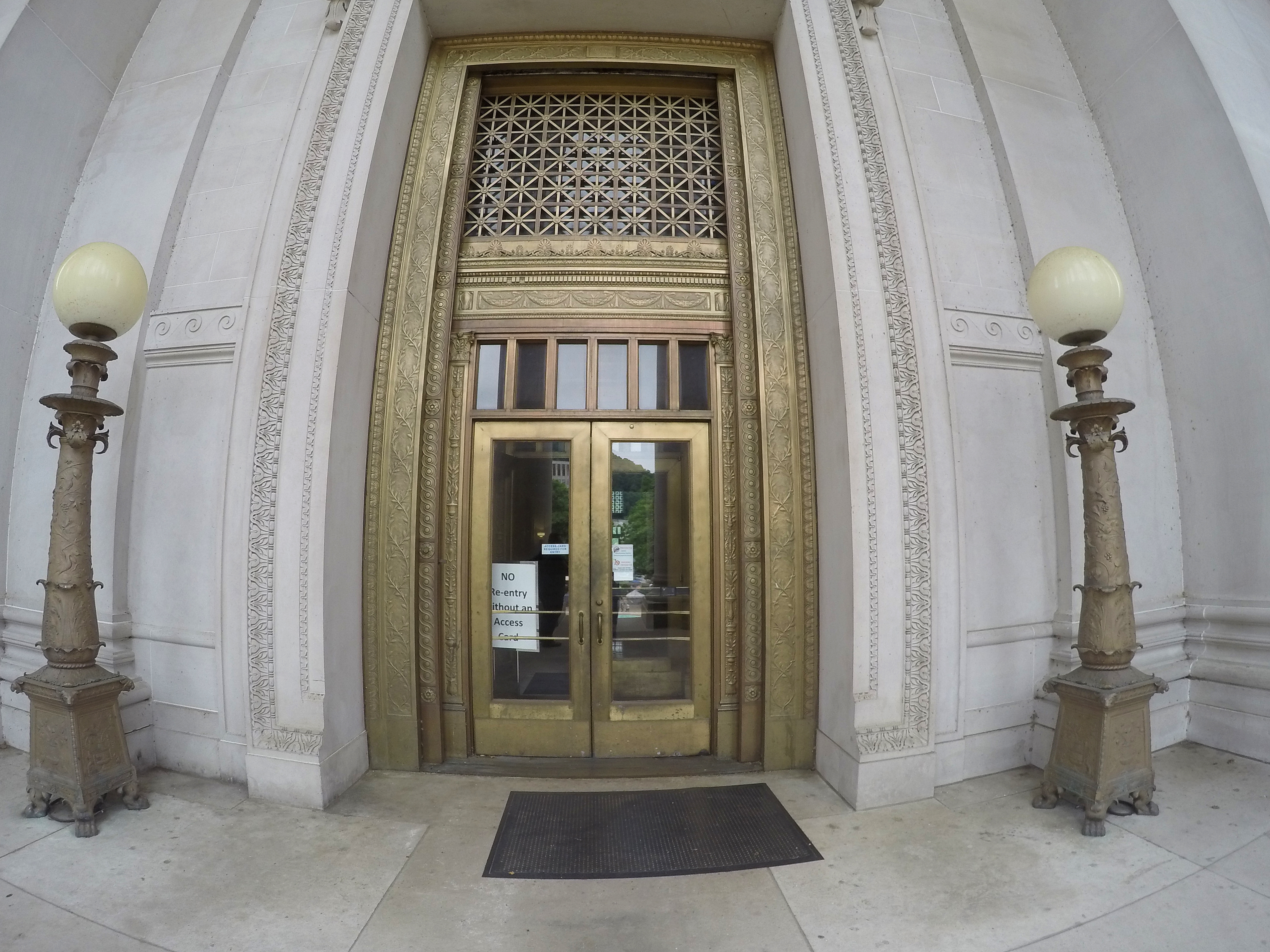
Puerta de entrada principal
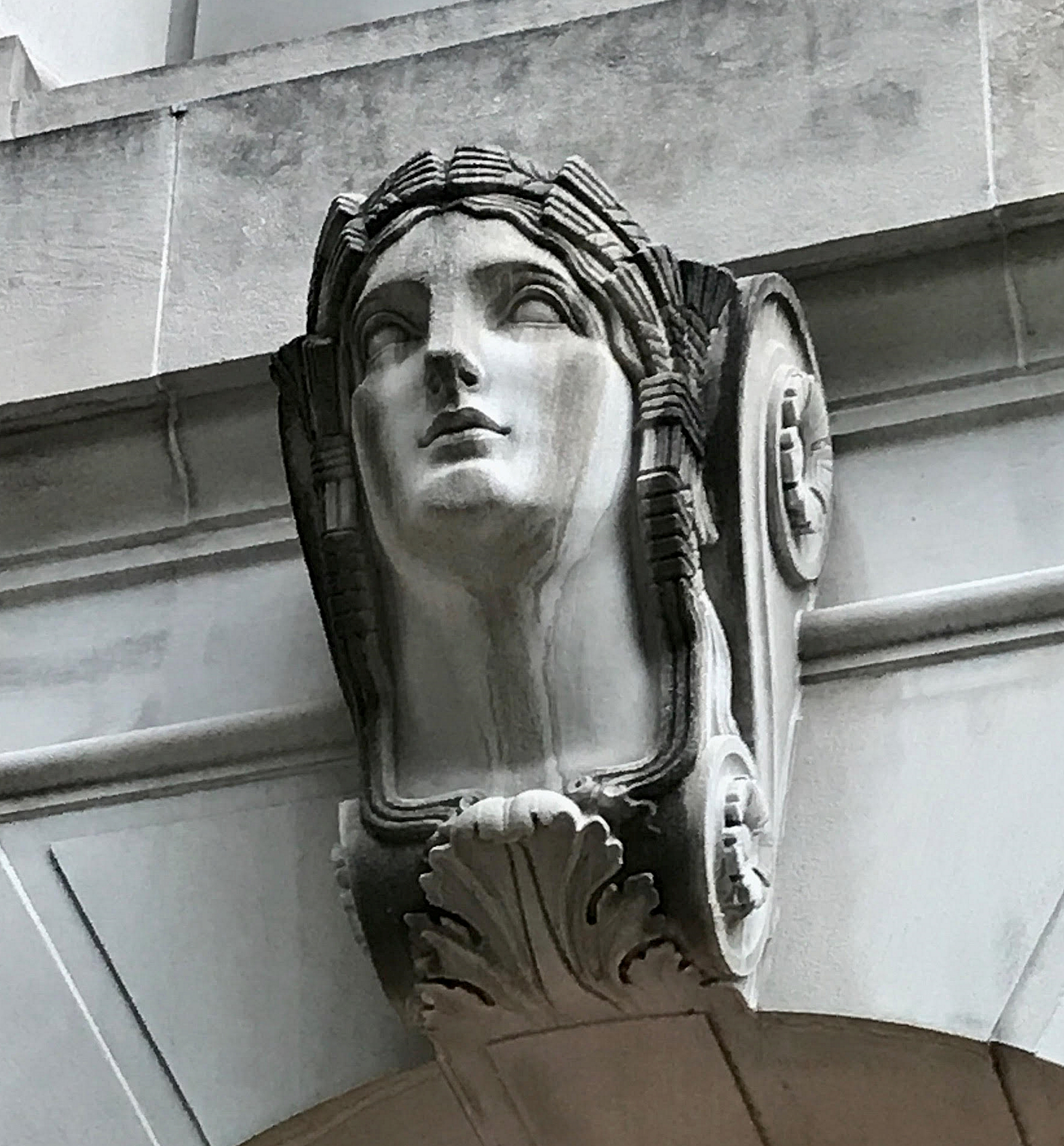
Figura de Ceres en el ala oeste
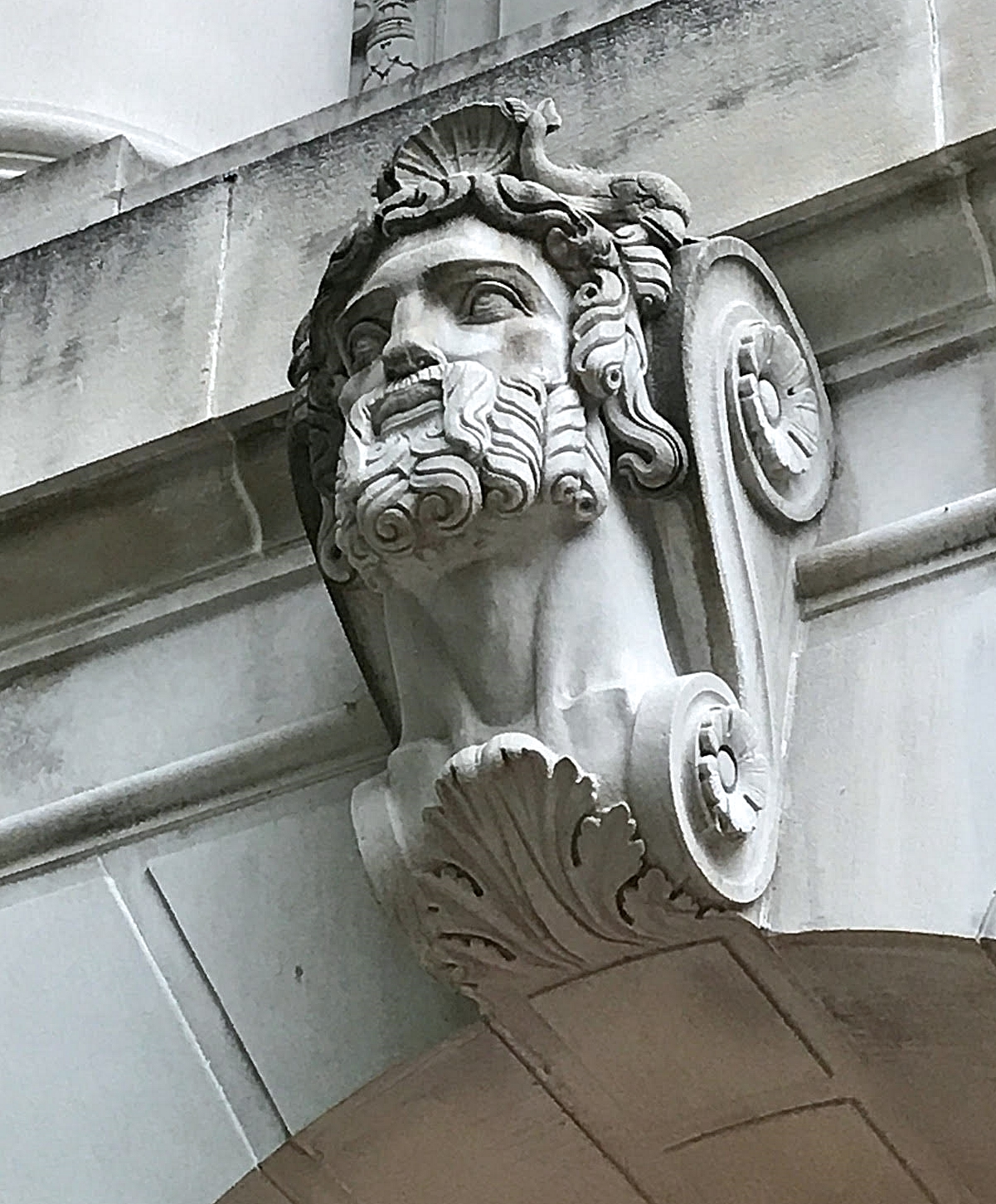
Figura de Neptuno en el ala oeste
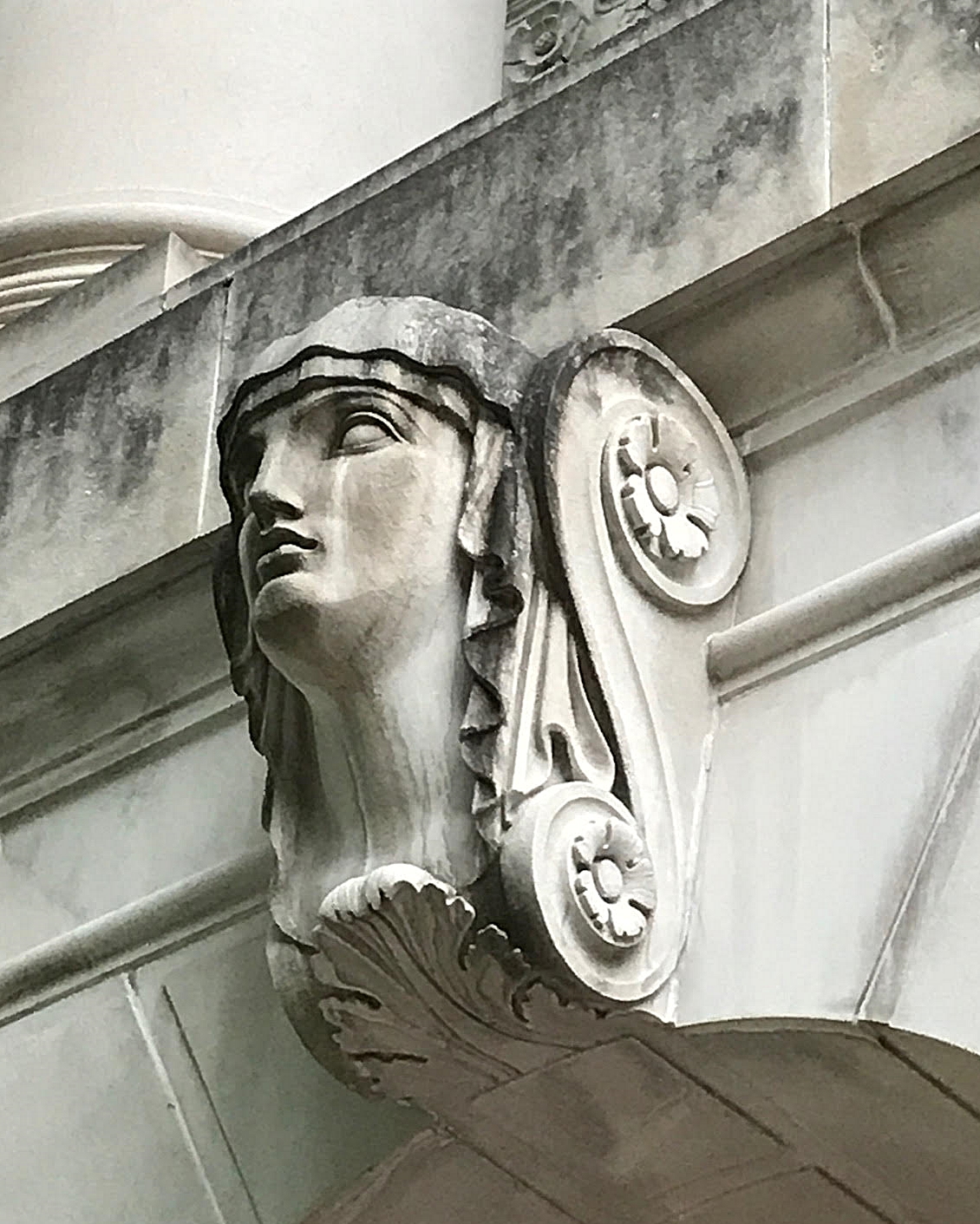
Figura de Vesta en el ala oeste
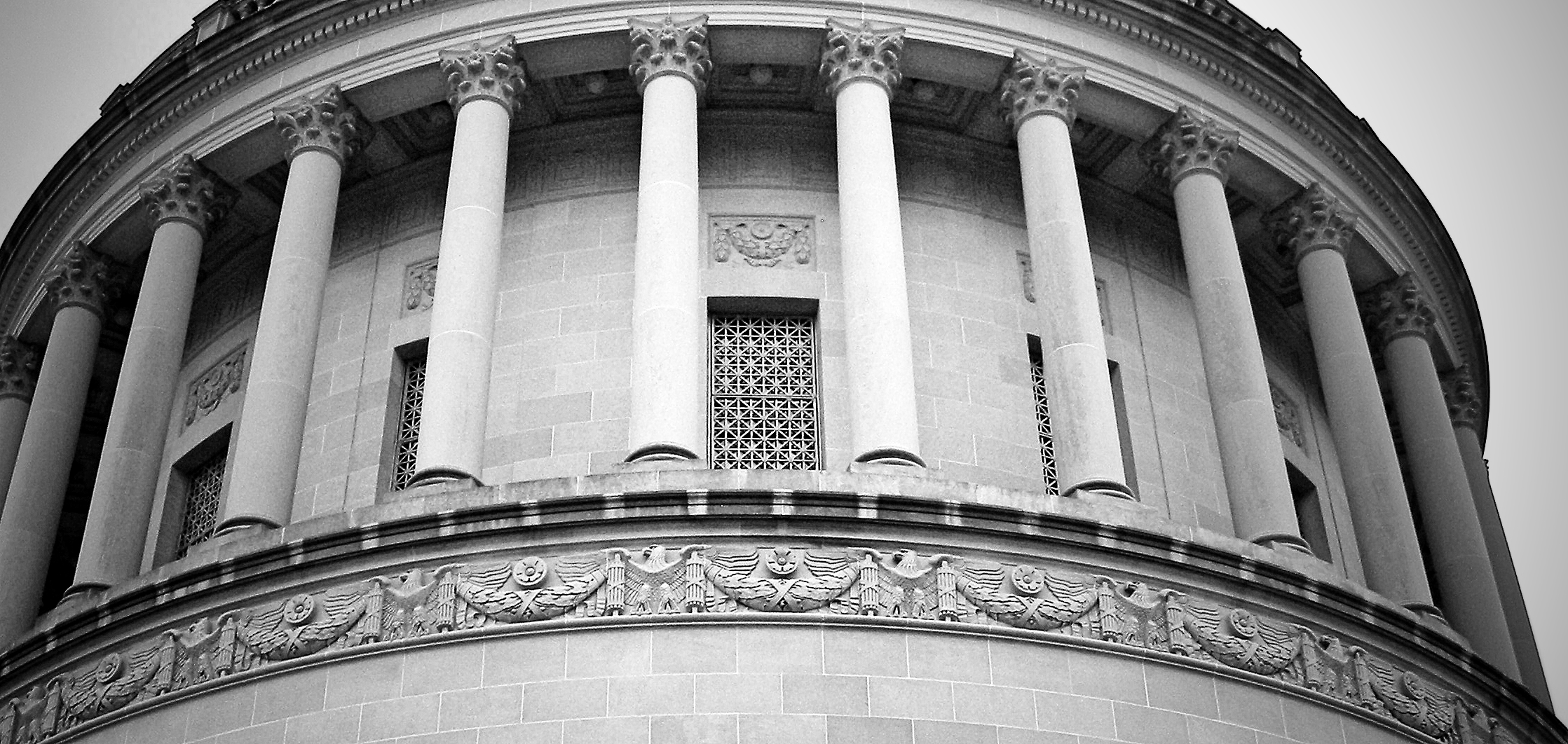
Detalles de la columna corintia del Capitolio con motivo de águila y guirnalda
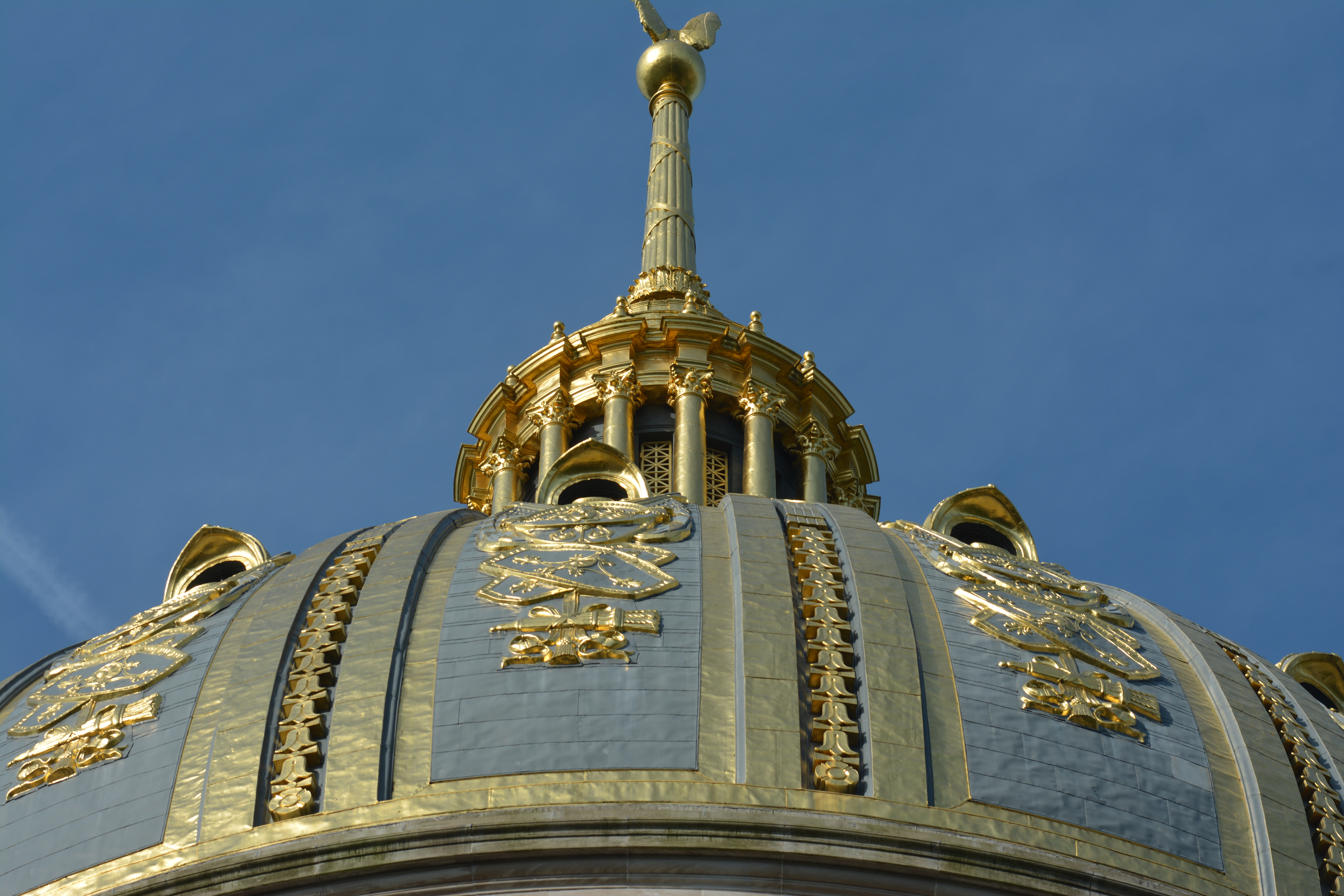
Más detalles de la cúpula del Capitolio